# Piotr I (musical)
Piotr I (ros. Петр I) - rosyjsko-amerykański musical z książką autorstwa Konstantina Rubinskiego oraz muzyką Franka Wildhorna. Premiera odbyła się w Petersburskim Teatrze Muzyczno-Komediowym w roku 2022, na 350. rocznicę urodzin Piotra Wielkiego.
W 2023 roku musical otrzymał Najwyższą Nagrodę Teatralną Petersburga „Złoty Sofit” w kategorii „Najlepsza operetka lub musical" oraz Nagrodę Rządu Petersburga w dziedzinie kultury i sztuki  „Za wybitne osiągnięcia w dziedzinie sztuk muzycznych i performatywnych”.

## Fabuła
Musical opowiada o czasach panowania rosyjskiego cara, od jego młodości do śmierci. Fabuła koncentruje się na kluczowych momentach w biografii Piotra Wielkiego, jego reformach i życiu osobistym, a także na konflikcie z tradycyjnym stylem życia Rosjan.

## Obsada[1]
- Piotr Pierwszy — Kiril Gordiejew
- Natalia, matka Piotra — Maria Łagacka-Zimina
- Katarzyna, druga żona Piotra — Anastazja Wiszniewska
- Mienszykow — Aleksander Lenogow
- Carewna Zofia, siostra Piotra — Agata Wawiłowa
- Eudokia Łopuchina, pierwsza żona Piotra — Daria Janwarina
- Aleksiej, syn Piotra — Jarosław Bajarunas
- Franz, nauczyciel Piotra — Iwan Korytow

## Nagrody[2]
Nagroda Rządu Petersburga w dziedzinie kultury i sztuki za rok 2022 „Za wybitne osiągnięcia w dziedzinie sztuki muzycznej i scenicznej”.
Najwyższa Nagroda Teatralna Petersburga „Złoty Sofitel” w kategorii:
- Najlepszy musical lub operetka
- Najlepsza aktorka w operetce lub musicalu — Agata Wawiłowa
- Najlepsza scenografia — Wiaczesław Okuniew

Rosyjska Narodowa Nagroda Teatralna "Złota Maska" w kategorii:
- Najlepszy aktor drugoplanowy — Aleksandr Suchanow